# Kyle Manzardo
Kyle Thomas Manzardo (Coeur d’Alene, Idaho, 18 de julio de 2000), más conocido como Kyle Manzardo, es un jugador profesional estadounidense de béisbol que se desempeña en la posición de primera base en Cleveland Guardians, equipo de las Grandes Ligas de Béisbol (MLB).

## Carrera
En 2024, Manzardo hizo su debut en la MLB con el equipo Cleveland Guardians, donde lleva jugando una temporada.